# AC Schnitzer
AC Schnitzer ist seit 1987 eine Marke der KOHL automobile GmbH, ein in Aachen ansässiger Fahrzeugtuner für Fahrzeuge des BMW-Konzerns mit seinen Marken Mini, Land Rover und Jaguar. Das AC im Namen der Marke steht für „Aachen“. Das Unternehmen hat gemeinsame Wurzeln mit Schnitzer Motorsport, ist aber ein wirtschaftlich und juristisch eigenständiges Unternehmen. Die Fertigung der Teile erfolgt über Industrieunternehmen nach den Vorgaben von AC Schnitzer.

## Marken und Produkte
Das Angebot umfasst ca. 2.500 Produkte wie Fahrwerke, Sportauspuffanlagen, Innenausstattungen oder Leichtmetallfelgen sowie komplette Fahrzeuge und Leistungssteigerungen für Benzin- und Dieselmotoren. Ein Großteil des Zubehörs kann direkt über BMW-Vertragshändler bezogen werden. Aufwändigere Umbauten werden in Aachen vorgenommen.

## Geschichte
Im Jahr 1987 gründeten Willi Kohl, Inhaber der Kohl automobile GmbH in Aachen, und Herbert Schnitzer, Inhaber von Schnitzer Motorsport in Freilassing, gemeinsam das Unternehmen AC Schnitzer, mit Stammsitz in Aachen. Im gleichen Jahr debütierte mit dem ACS7 auf Basis des BMW 7er E32 das erste AC-Schnitzer-Fahrzeug auf der IAA in Frankfurt. Des Weiteren trat AC Schnitzer mit einem BMW 635 CSi DTM in der Deutschen Tourenwagen-Meisterschaft an. 1988 trat AC Schnitzer mit Manfred Wollgarten als Fahrer mit einem AC Schnitzer ACS3 Sport Gruppe N (auf Basis des BMW M3 E30) in der DTT (Deutsche Tourenwagen Trophäe) an. Parallel dazu schickte man Andreas Wetzelsperger auf AC Schnitzer ACS3 Sport Gruppe N Rallye (auf Basis des BMW M3 E30) in den Rallyezirkus.
1992 erfolgte ein Umzug vom Stammsitz der Kohl automobile GmbH in der Neuenhofstraße in das neue AC-Schnitzer-Gebäude in der Debyestraße in Aachen. 1996 folgte ein erneuter Umzug in den Neubau an der Neuenhofstraße 160 in Aachen, zurück ins Stammhaus der Kohl automobile GmbH.
2005 brach AC Schnitzer Tension auf Basis BMW M6 E63 in Nardò den Weltrekord mit 331,78 km/h und ist damit der schnellste straßenzugelassene BMW. 2007 fuhr der AC Schnitzer GP3.10 Gas Powered auf Basis des BMW 335i Coupé einen Geschwindigkeitsweltrekord für flüssiggasbetriebene Pkw in Nardò mit 318,1 km/h. 2009 fuhr das AC Schnitzer ACS3 3.5d Coupé auf Basis des BMW 335d in Nardò mit 288,7 km/h einen Geschwindigkeitsweltrekord für Diesel-Pkw. 2011 wurde der AC Schnitzer EAGLE zum schnellsten MINI auf dem kleinen Kurs in Hockenheim mit einer Rundenzeit von 1:12,3 min. Im Jahr 2015 stellte auf dem Sachsenring der ACZ4 5.0d einen neuen Rekord für Diesel-Fahrzeuge auf. 2017 war der AC Schnitzer ACL2 der schnellste straßenzugelassene BMW auf der Nürburgring-Nordschleife mit 7:25,80 min, 2018 am selben Ort der der M5 by AC Schnitzer die schnellste Limousine mit 7:31,71 min.

## Fahrzeuge (Auswahl)

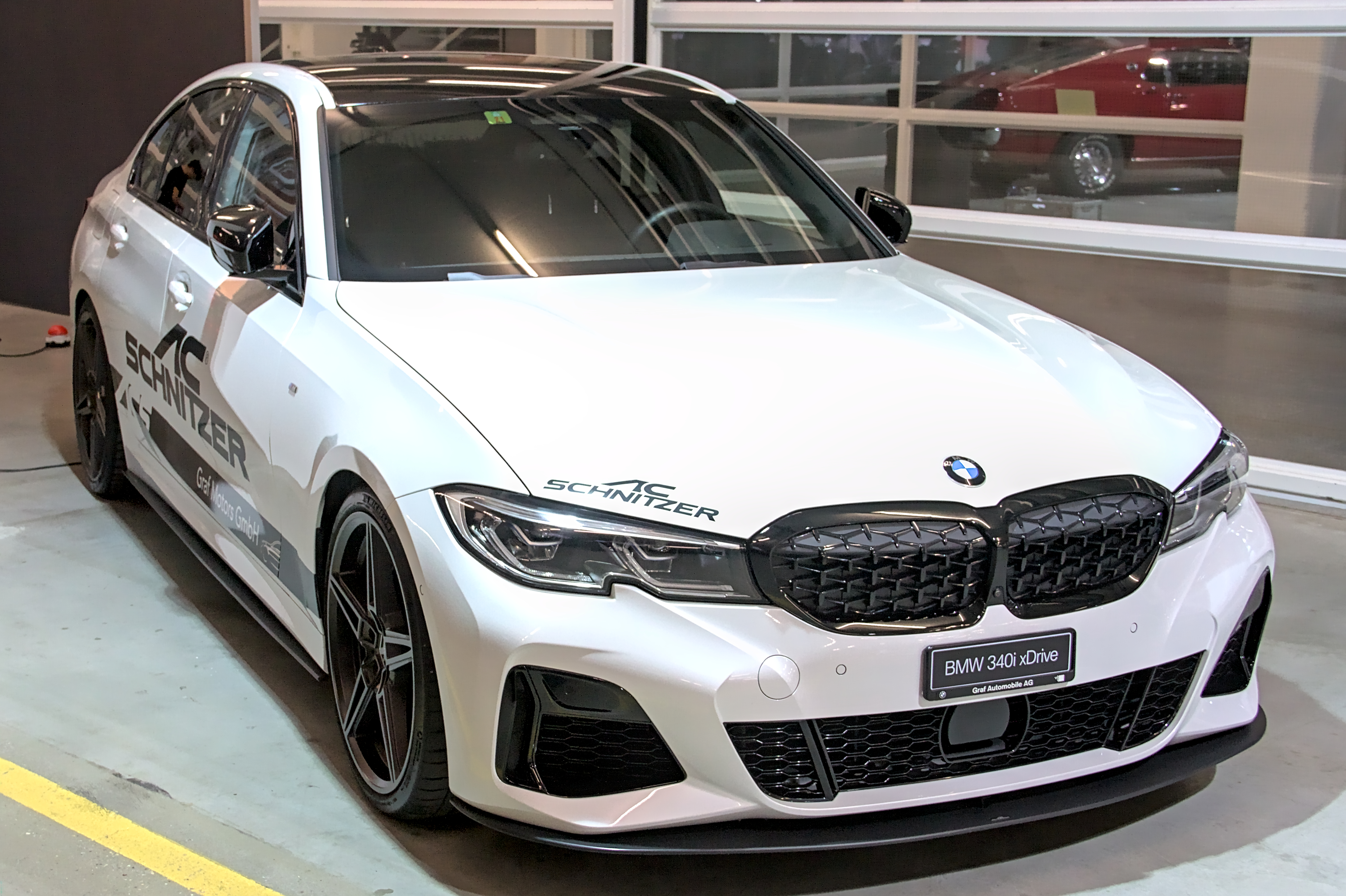
AC Schnitzer BMW 340i xDrive

- 1989 ACS 3 Sport auf Basis des BMW M3 E30
- 1991 ACS3 silhouette 3.0 (auf Basis des BMW E36)
- 1993 AC Schnitzer ACS3 CLS (Coupé Leichtbau Silhouette) auf Basis des BMW M3 E36.
- 1995 AC Schnitzer CLS II (auf Basis des BMW M3 E36).
- 1997 AC Schnitzer ACS3 3.2 compact „10 Years Limited Edition“ (auf Basis des BMW E36 compact)
- 1997 BMW Z3 mit V8-Motor – der AC Schnitzer V8 roadster (auf Basis des BMW Z3 roadster)
- 1999 ACS3 A.R.T (Advanced Racing Technology) auf Basis des BMW 3er Coupé E46
- 2001 das erste BMW SUV – der AC Schnitzer X-ROAD
- 2003 Topster Coupé – drei Jahre bevor das BMW Z4 Coupé auf den Markt kommt
- 2005 AC Schnitzer Tension auf Basis BMW M6 E63
- 2006 AC Schnitzer Profile auf Basis des BMW M Coupé E86.
- 2007 AC Schnitzer GP3.10 Gas Powered auf Basis des BMW 335i Coupé
- 2009 „Tune it! Safe!“ Polizei BMW 123d by AC Schnitzer (auf Basis des BMW 123d Coupé E82)
- 2010 Der „Tune it! Safe!“ Elektro Polizei Mini by AC Schnitzer auf Basis MINI E
- 2011 AC Schnitzer 99d (230 kg Gewichtseinsparung, Diesel, 190 PS, 234 km/h, 99 g CO2 Emission) auf Basis des BMW Z4 E89
- 2011 AC Schnitzer ACS5 Sport S (auf Basis des BMW 550i F10)
- 2012 AC Schnitzer ACS5 Sport auf Basis des BMW M5 F10
- 2012 AC Schnitzer Raptor (auf Basis des Mini Cooper S John Cooper Works Coupé)
- 2013 BMW 428i wird zum getunten Polizei-Fahrzeug umgebaut
- 2014 erstes vollständiges Programm für einen Land Rover, der Range Rover Sport
- 2014 X4 by AC Schnitzer
- 2015 AC Schnitzer präsentiert den ACZ4 5.0d – einen BMW Z4 mit dem Triturbo-Diesel-Triebwerk aus dem BMW 5er M550d
- 2016 ACL2 auf Basis des BMW 2er M235i
- 2017 ACL2S für BMW M240i (auf 30 Stück limitierter Jubiläumsumbau)
- 2019 8er by AC Schnitzer

## Auszeichnungen
- Germany at it’s best – Das Land Nordrhein-Westfalen hat das Konzeptfahrzeug, den AC Schnitzer GP3.10 Gas Powered, für die Bestleistung „schnellstes Flüssiggasauto der Welt“ ausgezeichnet.[4]
- auto, motor und sport – Best brand Leserwahl – Bester BMW-Tuner 2006, 2007, 2008, 2009, 2010, 2011, 2012, 2013, 2014, 2015, 2016, 2017, 2018, 2019, 2020[5]
- Auto Bild Sportscars des Jahres – Leserwahl

2014: 1. Platz ACS5 5.0d (Basis BMW X5 F15 M50d)
2013: 1. Platz Raptor (Basis Mini Coupé)
2012: 1. Platz ACS5 Sport (Basis BMW M5 F10)
2011: 1. Platz ACS5 3.5d (Basis BMW 535d F11)
2010: 1. Platz ACS1 2.3d (Basis BMW X1 23d E84)
2009: 1. Platz ACS1 3.5i (Basis BMW 135i E82)
2017: 1. Platz ACL2S (auf Basis BMW M40i) 2018: 1. Platz ACL2S (auf Basis BMW M240i)
- Auto Zeitung Top Marke – Leserwahl – Bester BMW-Tuner 2007, 2008, 2009, 2010, 2011, 2018
- Sport auto Award 2015 – Leserwahl

Best Brand – Kategorie „Motor Tuning“ 2007, 2008, 2011, 2012, 2013, 2014, 2015, 2016, 2017, 2018
Best Brand – Kategorie „Optisches Tuning“ 2007, 2008, 2011, 2012, 2013, 2014, 2015, 2016, 2017, 2018, 2020
2018:
1. Platz Kleinwagen MINI John Cooper Works by AC Schnitzer 1. Platz Diesel 540d xDrive by AC Schnitzer 1. Platz Coupé bis 100.000 € M2 by AC Schnitzer
2017:
1. Platz Diesel 150d by AC Schnitzer
2016:
1. Platz Diesel 150d by AC Schnitzer 1. Platz Limousinen/Kombis bis 80.000 € M3 by AC Schnitzer
2015:
1. Platz Diesel ACZ4 5.0d by AC Schnitzer 1. Platz Limousinen/Kombis bis 80.000 € 435i Gran Coupé by AC Schnitzer
2014:
1. Platz Diesel 335d by AC Schnitzer 1. Platz Kompaktklasse M 135i by AC Schnitzer
2013:
1. Platz Diesel 330d Touring by AC Schnitzer 1. Platz Kleinwagen AC Schnitzer RAPTOR
2012:
1. Platz Coupés bis 80.000 € 1er M Coupé by AC Schnitzer 1. Platz Limousinen bis 80.000 € 3er Limousine by AC Schnitzer